# پیچاب (فیلم)
«پیچاب» (انگلیسی: The Vortex (film)) فیلمی در ژانر درام به کارگردانی آدریان برونل است که در سال ۱۹۲۸ منتشر شد. از بازیگران آن می‌توان به آیوور نوولو اشاره کرد.